# Leivonvesi
Leivonvesi är en del av sjön Kynsivesi och Leivonvesi i Finland. Den ligger i Hankasalmi i landskapet Mellersta Finland, i den centrala delen av landet, 250 km norr om huvudstaden Helsingfors. Leivonvesi ligger 79 meter över havet. Den ligger vid sjön Kuusvesi.